# Ormond Stone

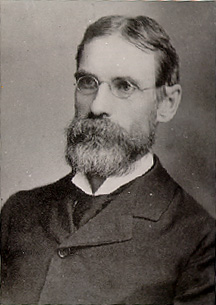
Ormond Stone

Ormond Stone (* 11. Januar 1847 in Pekin, Illinois; † 17. Januar 1933 in Centreville, Virginia) war ein US-amerikanischer Astronom und Mathematiker.
Ormond Stone war von 1875 an der Direktor des Cincinnati Observatorium in Ohio. Im Jahr 1882 wurde ihm das Direktorat an dem neuen McCormick Observatorium der Universität von Virginia offeriert. 1884 gründete er mit seinem eigenen Geld die Annals of Mathematics, welches heute eines der bedeutendsten Fachjournale der Mathematik ist.
Er entdeckte in seiner langjährigen Tätigkeit als Astronom 88 Objekte des NGC-Katalogs und 7 des Index-Katalogs.